# (32357) 2000 QR124
2000 QR124 (asteroide 32357) é um asteroide da cintura principal. Possui uma excentricidade de 0.13432050 e uma inclinação de 5.73983º.
Este asteroide foi descoberto no dia 29 de agosto de 2000 por LINEAR em Socorro.